# Tennessee-klasse (kruiser)
De Tennessee-klasse gepantserde kruisers waren een klasse van vier schepen gebouwd voor de United States Navy tussen 1903-1906.

## Schepen
- USS Tennessee (ACR-10), hernoemd USS Memphis (CA-10)
- USS Washington (ACR-11), hernoemd USS Seattle (CA-11)
- USS North Carolina (ACR-12), hernoemd USS Charlotte (CA-12)
- USS Montana (ACR-13), hernoemd USS Missoula (CA-13)